# Metelkova
AKC Metelkova mesto – niezależne centrum kulturalne w Lublanie, stolicy Słowenii. Centrum znajduje się na terenie opuszczonych przez byłą armię jugosłowiańską koszar, zajmuje siedem budynków o łącznej powierzchni 12,500 m². Koszary stały się squatem w 1993 r. W centrum znajdują się galerie sztuki (Galerija Alkatraz), pracownie artystyczne, oraz rękodzielnicze, bary (Bizzarnica pri Mariči, SOT 24,5), kluby muzyczne (Gromka, Menza pri koritu, Jalla Jalla, Gala Hala, Channel 0) i mniejszości seksualnych (Tiffany, Monokel), czytelnia (Škratova čitalnica), biura instytucji kulturalnych (KUD Mreža, Stowarzyszenie SCCA - Ljubljana, Stripcore, Miasto Kobiet, Škuc), centrum myśli anarchistycznej Infoshop, Azil - mieszkanie służące zagranicznym twórcom, przebywającym na Metelkovej.

## Historia AKC Metelkova mesta
Budynki, na którym znajduje się Metelkova mesto, zostały zbudowane w XIX wieku przez państwo austro-węgierskie. Do 1932 roku ich formalnym właścicielem była Gmina miejska Lublana, które wynajmowała koszary armii austriackiej, a następnie Skarb narodowy Królestwa Jugosławii. Po II wojnie światowej Ministerstwo Obrony Republiki Jugosławii umiejscowiło w tym miejscu oddziały wojska jugosłowiańskiego oraz więzienie. 
Po opuszczeniu Słowenii przez wojsko jugosłowiańskie, z inicjatywy wielu grup oraz niezrzeszonych osób, zajmujących się szerzeniem kultury alternatywnej utworzono tzw. Sieć dla Metelkovej (Mreža za Metelkovo), inicjatywę, która miała na celu zamienić przestrzeń koszar w centrum kultury alternatywnej. Choć na początku pomysł zyskał poparcie gminy miejskiej Lublana, to jednak nie wiązało się to z żadnymi praktycznymi konsekwencjami. Po dwóch latach bezowocnych rozmów oraz wskutek coraz gorszej kondycji budynków (co więcej: miasto, wbrew własnym zapewnieniom, przystępowało do burzenia części koszar), w nocy z 9. na 10. września 1993 roku grupa około 200 osób zajęła północną część obszaru Metelkovej. Tydzień później miasto zajętym budynkom odłączyło elektryczność oraz wodę. Pomimo to do końca 1993 roku na przejętym przez Sieć dla Metelkovej obszarze odbyło się około 200 imprez kulturalnych (wystaw, koncertów, wieczorów literackich, przedstawień teatralnych, etc.) w ramach projektu1001 nocy na Metelkovej. W 1995 roku, po wyborach samorządowych i zmianie prezydenta Lublany, samorząd miejski wraz z przedstawicielami Metelkovej podpisali Protokół w sprawie unormowania sytuacji na Metelkovej, który był początkiem regulacji statusu organizacji oraz artystów mających swoje pomieszczenia, stanowiące miejsca pracy twórczej, skupionych na tym obszarze. Miasto przeznaczyło też środki na remont pomieszczeń. 
W drugiej połowie lat dziewięćdziesiątych Metelkova funkcjonowała w półlegalnych warunkach. Jakkolwiek miasto nie uznawało prawa do ustanowienia i istnienia niezależnego centrum kultury, to jednak zaczęło wspierać finansowo poszczególne instytucje funkcjonujące w jego ramach. Na przykład powstała w 1996 r. galeria Alkatraz jest w całości finansowana przez Miasto Lublana oraz Ministerstwo Edukacji, Nauki, Kultury i Sportu. AKC Metelkova zyskuje status kultowego miejsca wśród młodzieży miejskiej, a od czasu powstania w jej bezpośrednim sąsiedztwie pierwszego lublańskiego hostelu Celica, również wśród obcokrajowców. Pomimo realnej perspektywy demontażu (ostatnia rozbiórka miła miejsce w 2006 r., kiedy to miasto wyburzyło budynek Malej šoli) i funkcjonowania w niemal permanentnym in statu nascendi AKC Metelkova z upływem czasu stawała się jednym z najbardziej rozpoznawalnych symboli nowej Lublany. Miasto wbrew obietnicom nie przystąpiło do remontu budynków. Najbardziej zniszczone (Hlev i Garaže) zostały gruntownie odnowione siłami artystów i aktywistów skupionych wokół AKC Metelkova. W ten sposób zaczęła się tradycja stałego odnawiania i wspierania interwencji artystycznych w ramach przestrzeni centrum. Wiele innowacji zostało zrealizowanych wskutek włączenia się w projekt Urzędu Miasta: Projekty Urbanistyczno - Plastyczne, w ramach których od 2004 r. organizacje skupione na Metelkovej otrzymują dotacje przeznaczone na przekształcenia urbanistyczne. 
Wbrew obiegowej opinii AKC Metelkova mesto nie jest squattem.